# Anita Coj
Anita Coj, z domu Kim, w latach 1990-2016 używała imienia Anna (ros. Анита Сергеевна Цой, Анна Сергеевна Ким, Анна Сергеевна Цой; ur. 7 lutego 1971 w Moskwie) – rosyjska piosenkarka koreańskiego pochodzenia, członek zarządu Międzynarodowego Związku Działaczy Sztuki Estradowej w Moskwie.

## Nagrody i odznaczenia
Ludowy Artysta Federacji Rosyjskiej (2021).